# Женская сборная Новой Зеландии по регби-7

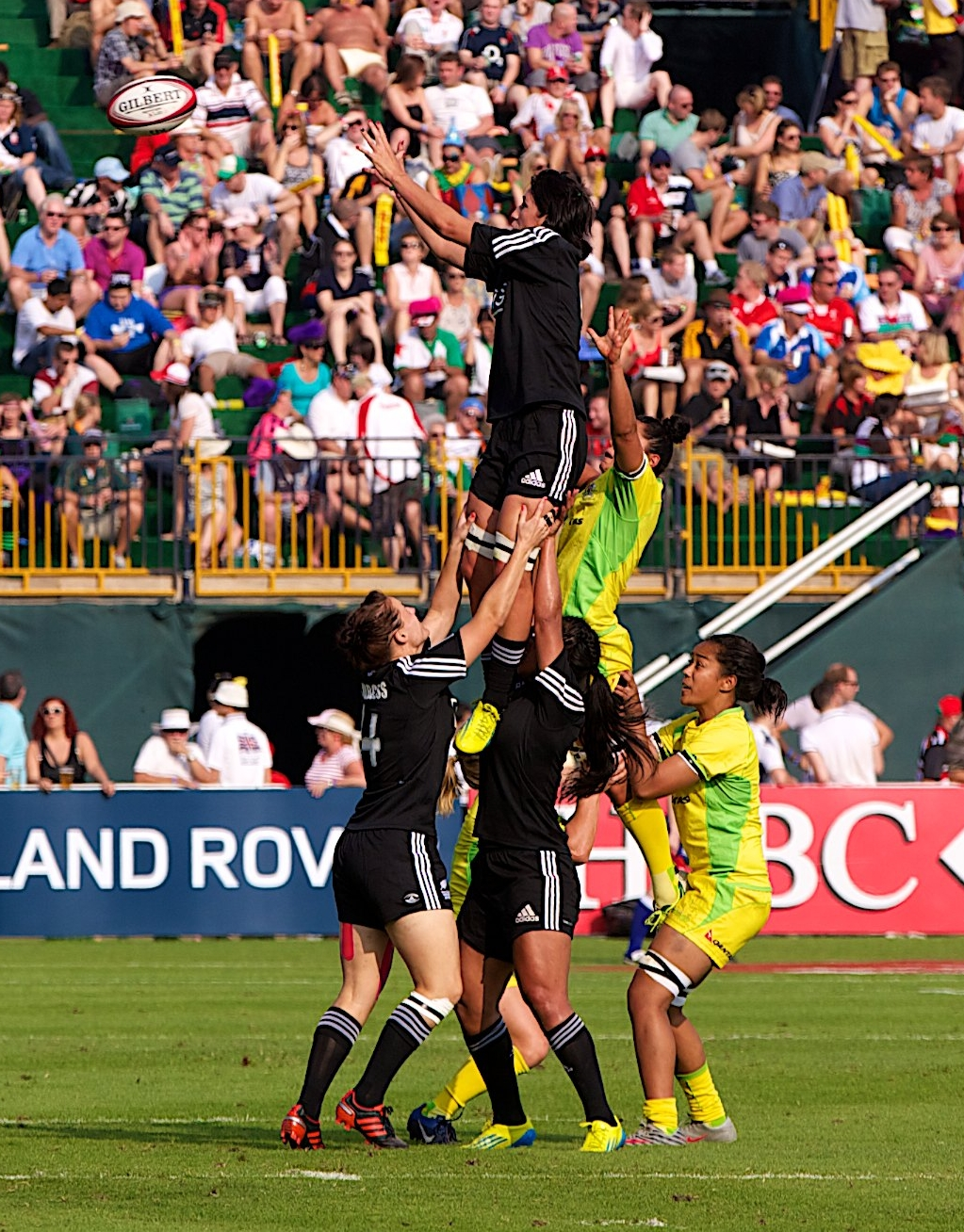
Матч Австралия—Новая Зеландия Мировой серии 2012 года

Женская сборная Новой Зеландии по регби-7 — женская национальная сборная, представляющая Новую Зеландию на чемпионатах мира и Мировых сериях по регби-7. Двукратные чемпионки мира по регби-7 (2013 и 2018), серебряные призёры чемпионата мира 2009 года; чемпионки летних Олимпийских игр 2020 года и серебряные призёры летних Олимпийских игр 2016 года. С 2012 года — так называемая «команда ядра» Международного совета регби в соревнованиях по регби-7 (регулярная участница всех этапов Мировой серии по регби-7). Одна из ведущих женских сборных в мировом регби-7.

## Все достижения
- Чемпионки мира: 2013, 2018
- Вице-чемпионки мира: 2009
- Олимпийские чемпионки: 2020
- Серебряные призёры Олимпийских игр: 2016
- Чемпионки Мировой серии: 2012/2013, 2013/2014, 2014/2015, 2016/2017
- Серебряные призёры Мировой серии: 2015/2016, 2017/2018
  - Победители Гонконгской серии по регби-7: 1997, 1999, 2000, 2001, 2002, 2003, 2004, 2005, 2006, 2007
- Чемпионки Океании: 2012, 2014, 2017
- Чемпионки Игр Содружества: 2018

## Состав
Заявка сборной на Олимпийские игры 2016 года.
Главный тренер: Шон Хоран
| Защитницы | Защитницы        | Нападающие | Нападающие       |
| --------- | ---------------- | ---------- | ---------------- |
| 6         | Гейл Бротон      | 1          | Руби Туи         |
| 7         | Тайла Натан-Вонг | 2          | Шакира Бейкер    |
| 8         | Келли Брэйзер    | 3          | Терина Те Тамаки |
| 10        | Тереза Фицпатрик | 4          | Ниалл Уильямс    |
| 11        | Портия Вудман    | 5          | Сара Госс        |
| 12        | Кайла Макалистер | 9          | Хуриана Мануэль  |